# الطیبه (اسرائیل)
الطیبه (اسرائیل) (به لاتین: Tayibe) یک شهر در اسرائیل است که در مرکز واقع شده‌است.